# Abdrehen

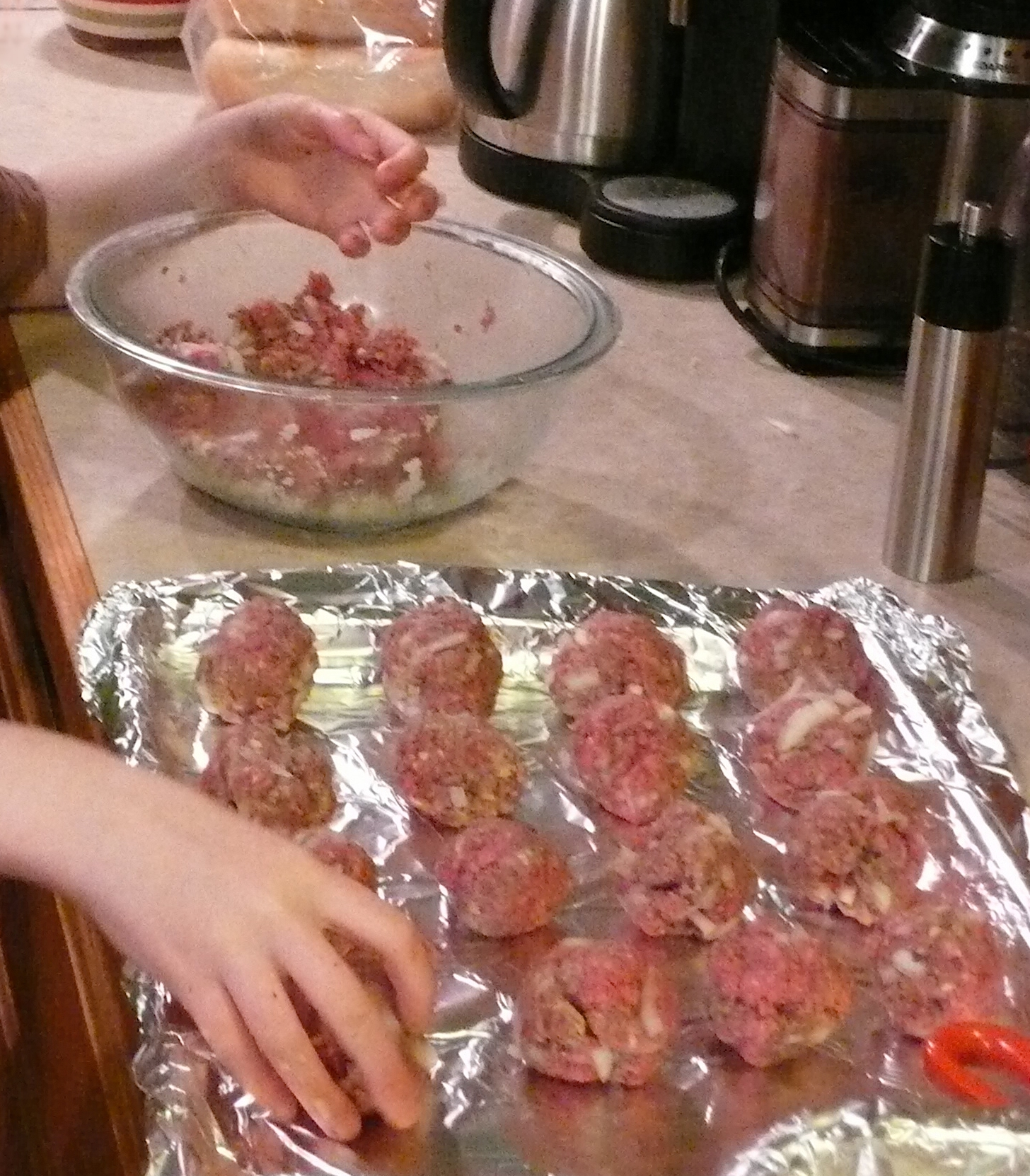
Abdrehen von Hackbällchen

Als Abdrehen wird küchensprachlich das Abteilen kleinerer Mengen aus einer Masse (Teig, Fleischbrät usw.) und das Formen runder Stücke von Hand, wie zum Beispiel Knödel (Kartoffel-, Semmel-, Quarkknödel), Hackfleischklopse (Hackbällchen, Frikadellen, Königsberger Klopse usw.) oder auch Backwaren (Brötchen, Brioche, Krapfen usw.) bezeichnet. In einigen Küchenregeln wird empfohlen, das „Abdrehen“ von beispielsweise Knödeln mit nassen Händen durchzuführen, da die Masse dann nicht an den Händen haften bleibt und das Abdrehen somit leichter vonstattengeht.
Das Formen der Masse (Farce) mit einem speziellen Küchen-Handwerkzeug („Portionierer“) oder zwischen zwei Tee- oder Esslöffeln zu ovalen Nocken wird küchensprachlich als Abstechen bezeichnet.

## Töpferei
In der Herstellung von Töpferwaren auf der Töpferscheibe bezeichnet Abdrehen das Formen der späteren Standfläche der Vasen, Teller usw. Je nach Vorgehensweise wird das Werkstück mit dem Boden nach oben auf die Scheibe gestellt und der Boden abgedreht, das heißt mit einem Abdreheisen oder einer Schablone wird das Standprofil eingearbeitet. Alternativ kann auch ein flacher Boden im feuchten Ton geformt werden und mit einer Schnur von der Scheibe getrennt werden. In diesem Fall gibt es keinen Standwulst, sondern das Gefäß steht auf der vollen Fläche und neigt eher zum Wackeln.